# Casa Fabiola
La Casa Fabiola es un edificio histórico del barrio de San Bartolomé del distrito Casco Antiguo de Sevilla, Andalucía, España. Fue una vivienda privada y la hospedería del convento de Madre de Dios. Es la casa natal del cardenal Nicolás Wiseman, autor de la novela Fabiola, que le da nombre al inmueble. 
Desde 2018 alberga el Museo Bellver, que contiene la colección de arte de Mariano Bellver, donada al Ayuntamiento de Sevilla. Tiene más de 500 obras de arte y en ella destaca la pintura costumbrista sevillana. Dispone de 13 salas expositivas.

## Historia
La tradición refiere que fue una casa importante de la ciudad en el siglo XIV, durante el reinado de Alfonso XI. En la primera mitad del siglo XIV perteneció al tesorero real judío Samuel Leví.
En la primera mitad del siglo XVI aquí había unas casas que pertenecían a Juan de Mejía. En 1545 fueron heredadas por sus sobrinos: Ana de Sosa, Juan de Mejía y Cristóbal de Mejía. En 1547 Ana de Sosa se casó con Diego de Frías. Tras un litigio judicial y el pago de 231 ducados de oro, el matrimonio adquirió la parte de las casas de Juan de Mejía. Una parte continuó en manos de Cristóbal de Mejía, un mercader que vivía en Honduras. Cuando regresó a Sevilla, en 1577, Cristóbal Mejía le vendió el resto a Diego de Frías.
La casa fue heredada por la hija del matrimonio, Francisca de Mejía, que la vendió en 1598 a Diego Pereña por 4 100 ducados. Este se casó con María de Godoy. En 1610 la casa fue heredada por el hijo del matrimonio, Pedro de Godoy y Pereña. En 1639 la casa, tasada en 6 675 ducados, fue heredada por cinco de sus hijos: Francisco, Inés, María, Mariana y Ana. En esta etapa tuvo primero como inquilino a Diego Tomás de Flores y luego a Juan de Orozco y Ayala, caballero de la Orden de Santiago.
En 1693 todas las casas pasaron a Pedro Carreño de Esquivel Rivera y Godoy, que vivía en Jerez de la Frontera. En 1695 vendió el conjunto, tasado en 29 500 reales, al capitán Diego Chamorro y Sotomayor. Diego Chamorro reformó la casa por completo. Las reformas ya estaban terminadas en 1704. Diego se dedicó posteriormente al comercio y fue un importante miembro del Consulado de Cargadores a Indias.
En 1707 la casa fue heredada por sus hijos Teresa, Catalina y Pedro. En 1711 era de Catalina Chamorro. Esta las vendió ese año por 17 500 ducados de vellón a Domingo Gil de Araujo, vinculado al comercio con América, casado con Teresa María de la Ruela y Molinar. Teresa María de la Ruela y Molinar mujer se quedó con la casa tras enviudar y comenzó una serie de reformas. En 1718 compró unas casas anejas a Diego Ignacio de Hannón, que lindaban con el Convento de Madre de Dios, fundado en el siglo XV, por 3 300 reales de vellón. En 1719 estaba casada en segundas nupcias con Pedro Manuel Aquérregui. Ese año el matrimonio cambió unas casas en las calle de las Cruces por otras casas anejas a este inmueble, que eran propiedad del Convento de Nuestra Señora del Carmen. En 1741 la casa fue heredada por el teniente coronel Antonio José de Araujo y por José Francisco de Araujo, que había sido nombrado gobernador de una provincia de Perú en 1735. En 1744 la casa fue alquilada por el matrimonio formado por Teresa Berminen y Pablo Deuwaerder, que la compraron en 1752. La casa fue heredada por Jorge Deuwaerder en 1759.
En 1771 la casa fue comprada por Pedro de Lince Verastegui, que realizó una serie de reformas. En 1776, ya reformada, estaba alquilada a Miguel Charles, un comerciante francés afincado en España. Pedro de Lince Verastegui tenía otras cuatro viviendas en alquiler.
Junto a esta casa había una calle, propiedad del dueño de la casa, por la que se accedía al convento a través de un arco, que pasó a ser conocida como calle del Arco.
En 1781 Pedro de Lince llegó a un acuerdo con el Convento de Madre de Dios por el cual les cedía esta calle, perteneciente a la casa, a cambio de unas habitaciones y un patio del convento. Según algunos, aquellas eran las estancias en las que estuvo Isabel la Católica cuando se alojó en este convento.
En 1782 redactó un testamento según el cual dejaba sus 19 casas a su hermana, Ana de Lince, en usufructo. El testamento especificaba que, tras su fallecimiento, esta casa debería donarse al Convento de Madre de Dios y el resto al Hospital de San José, de niños expósitos, para que las alquilase. Pocos años después, el convento tuvo la casa como una hospedería.
Miguel Charles fue arrendatario de esta casa entre 1776 y 1794.
James Wiseman emigró desde Waterford, Irlanda, hasta Sevilla, donde fundó con su hermano Patricio la sociedad comercial y bancaria Wiseman and Brothers. James firmaba en español como Diego Wiseman. En el año 1800 se casó en Londres con Javiera Strange y tuvieron a su primer hijo en el Reino Unido. James volvió a Sevilla con su esposa. Fue arrendatario de esta casa desde enero de 1801. Aquí nacería, 3 de agosto de 1802, el segundo hijo del matrimonio, Nicolás Wiseman. El 1805 nació de este matrimonio Francisca Wiseman. James falleció en 1805. En 1809 la viuda y sus tres hijos abandonan Sevilla para ir a Irlanda antes de que se produjera la invasión francesa de Sevilla por el mariscal Jean de Dieu Soult. Nicolás volvió a visitar la ciudad entre finales de 1844 y 1845, cuando era obispo coadjutor de Birmingham. En este periodo fue nombrado doctor de Teología de la Universidad de Sevilla por petición del ayuntamiento. Nicolás Wiseman llegó a ser primer cardenal arzobispo de la arquidiócesis de Westminster tras el restablecimiento de la jerarquía católica en Inglaterra y Gales en 1850. Escribió la novela Fabiola, publicada en 1854, sobre los cristianos perseguidos en tiempos del emperador Diocleciano. Tras el fallecimiento de Nicolás Wiseman, en 1865, el ayuntamiento llamó a la calle Fabiola y el inmueble pasó a ser conocido como Casa Fabiola.
En 1836, tras la desamortización, la casa fue adquirida por Guillermo Pedro y Roberto Mac Andrew, comerciantes ingleses, por 47 000 reales. En 1847 estos crearon una sociedad comercial con Juan Cunnigham, que era el que vivía en esta casa. La sociedad fue disuelta en 1853. En 1854 Guillermo Pedro le compró su mitad a Roberto y Juan Cunningham dejó de vivir aquí.
En 1856 Roberto González Español le compró la casa a Guillermo Pedro Mac Andrew por 248 000 reales de vellón.
El 17 de noviembre de 1868 el Ayuntamiento de Sevilla cambió el nombre de la calle por el de Fabiola, la novela de Wiseman.
En 1888 la hija de Roberto González Español, María Caridad, se casó con Joaquín Sangrán Domínguez, II marqués de los Ríos y conde de Saint-Claude.
En 1896 la casa fue heredada por este matrimonio. En 1902 fue reformada por el arquitecto Jacobo Galilassatela.
La Fundación José Manuel Lara, creada por la familia de José Manuel Lara Hernández en 1992, adquirió esta casa como sede en el año 2000 y la restauró entre 2001 y 2002. La fundación permaneció allí hasta 2008. En 2013, esta entidad la alquiló al Ayuntamiento de Sevilla, que la acomodó como oficinas municipales. En 2016 fue adquirida por el propio ayuntamiento de la ciudad para instalar en ella la colección Bellver.

## Descripción

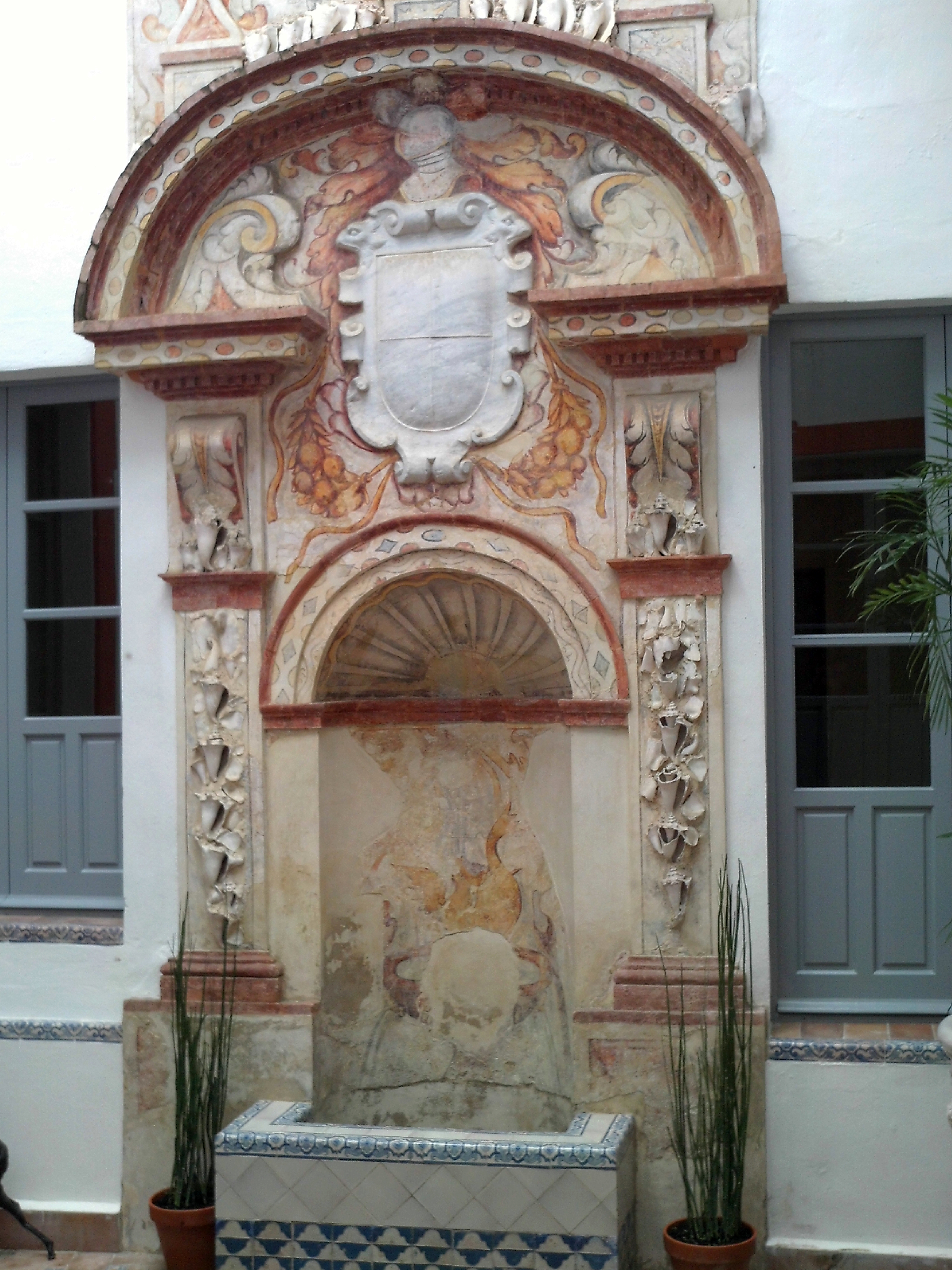
Fuente del.

Se encuentra en la calle Fabiola, en el barrio de San Bartolomé del distrito Casco Antiguo, cerca de la catedral y del Alcázar. Aunque es del siglo XIV, fue reformada en los siglos XVI, XVII, XVIII y XX.
Mantiene la esencia de las casas palacio sevillanas, con un gran patio central con una galería a modo de claustro y una escalera principal revestida en mármol blanco italiano. Tiene otro patio más pequeño del XVII que alberga una fuente de este periodo.
En la primera planta se encuentra la zona más noble  del edificio, donde destaca el antiguo salón de baile. La construcción dispone de una superficie construida de 1 915 metros cuadrados, de la que más de 1 600 son útiles, distribuida en tres plantas y todo ello se encuentra enriquecido con destacados elementos de azulejería, artesonados en madera policromados, pinturas decorativas, estucos y suelos hidráulicos.

## Colección Bellver
El coleccionista de arte Mariano Bellver Utrera decidió en el 2000 donar sus obras a Sevilla, ciudad en la que residía desde 1940. La colección, en principio iba a ser cedida a la Junta de Andalucía para ser exhibida en el palacio de Monsalves como extensión del Museo de Bellas Artes de Sevilla pero finalmente fue donada al Ayuntamiento de Sevilla en mayo de 2015, para ser expuesta inicialmente en el pabellón Real del parque de María Luisa. Sin embargo a finales de 2016, el ayuntamiento se decidió por la Casa Fabiola como emplazamiento definitivo por adaptarse mejor a su finalidad.
El legado está compuesto por 567 obras de arte formada por 299 pinturas, 112 esculturas, 57 ﬁguras en marﬁl y hueso, 44 muebles, 42 piezas de porcelana y cerámica y 13 relojes. La cronología de la colección comienza en el siglo XVI y se centra en la pintura costumbrista sevillana, en la que destacan pintores españoles como José García Ramos, Sánchez Perrier, Gonzalo Bilbao, Manuel García y Rodríguez, Valeriano Domínguez Bécquer, Ricardo López Cabrera, Antonio Cabral Bejarano, José Pinelo Llull, José Gutiérrez de la Vega. Entre los autores extranjeros figuran Pharamond Blanchard, Jules Worms o John Phillips. Constituye la colección más extensa existente de esta pintura.
También incluirá la recreación de un despacho del siglo XIX.